# Chondrilla evae
Chondrilla evae là một loài thực vật có hoa trong họ Cúc. Loài này được Lack mô tả khoa học đầu tiên năm 1977.